# Eiskunstlauf-Weltmeisterschaft 1900
Die 5. Eiskunstlauf-Weltmeisterschaft fand am 10. und 11. Februar 1900 in Davos (Schweiz) statt.
Es gab nur zwei Teilnehmer. Gustav Hügel gewann seinen dritten und letzten Weltmeisterschaftstitel, indem er zum dritten Mal nach 1897 und 1899 Ulrich Salchow auf den zweiten Rang verwies.

## Ergebnisse

### Herren
| Platz | Sportler       | Land       |
| ----- | -------------- | ---------- |
| 1     | Gustav Hügel   | Österreich |
| 2     | Ulrich Salchow | Schweden   |

Punktrichter waren:
- A. L. Dinn  Vereinigtes Königreich
- Ludwig Fänner  Österreich
- Admiral Schiess  Deutsches Reich
- H. Günther  Schweiz
- C. Steffens  Schweiz

## Quelle
- World figure skating championships 1900–1909 (men). Skatabase, archiviert vom Original am 11. Oktober 2008; abgerufen am 21. Mai 2018 (englisch).